# كأس الملك السعودي 1964
كأس الملك السعودي 1964 أو ما يعرف باسم كأس الملك 1383، هي النسخة السابعة من بطولة كأس خادم الحرمين الشريفين. أقيم النهائي يوم الجمعة 25 شعبان 1383 على ملعب الصائغ، بين نادي الاتحاد ونادي الهلال. وهو أول كأس يقوم الملك سعود بتسليمه بنفسه للفريق الفائز.
حكم المباراة الحكم الدولي اللبناني عاطف سنان وساعده تيسير مشنوق وحلاق مشنوق، ومثل الاتحاد في الحراسة عبد الجليل كيال ومحمد كعدور ومبارك أبو غنم وغازي كيال وحسن دوش وعبد المجيد راجخان وسعيد غراب عبد الله صالح. وشارك الهلال بعبد الله سوا في مركز الحراسة، وفي المقدمة صالح أمان وسعيد يحيى وزياد شعث وعبد الله رزقان وسالم إسماعيل وسليمان مطر وعزيز جمعان وسلطان مناحي ومبارك عبد الكريم وزين العابدين.
وقد تفوق الاتحاد على منافسه الهلال طيلة المباراة وأنهى الشوط الأول لصالحه بهدف سجله عبد القادر كثلوج أثر تمريرة من سعيد غراب. لتنتهي المباراة بفوز نادي الاتحاد على نادي الهلال بنتيجة 3–0.

## عن الفريقين
| الفريق  | نهائيات سابقة (الخط العريض يشير لسنة الفوز) |
| ------- | ------------------------------------------- |
| الاتحاد | 1958، 1959، 1960                            |
| الهلال  | 1962                                        |

## تفاصيل النهائي
| الاتحاد                                  | 3–0 | الهلال |
| ---------------------------------------- | --- | ------ |
| عبدالقادر كاتلوج مبارك ابوغنم سعيد مذكور |     |        |